# Figline Valdarno
Figline Valdarno là một đô thị ở tỉnh Firenze trong vùng Toscana, tọa lạc khoảng 25 km về phía đông nam của Florence. Tại thời điểm ngày 31 tháng 12 năm 2004, đô thị này có dân số 16.769 người và diện tích là 71,7 km².
Đây là nơi sinh của Marsilio Ficino.
Figline Valdarno giáp các đô thị sau: Castelfranco di Sopra, Cavriglia, Greve in Chianti, Incisa in Val d'Arno, Pian di Scò, Reggello, San Giovanni Valdarno.